# Athetis albilineola
Athetis albilineola là một loài bướm đêm trong họ Noctuidae.